# Natalia Katchalka
Nataliya Kachalka (en ukrainien : Наталія Качалка), née le 9 avril 1975 à Vinnytsia en Union soviétique, est une coureuse ukrainienne sur route.

## Palmarès sur route

### Jeux olympiques
- Athènes 2004
  - 36e de la course en ligne
  - 24e du contre-la-montre

### Championnats du monde
- Plouay 2000
  - 49e de la course en ligne
- Lisbonne 2001
  - 62e de la course en ligne
- Zolder 2002
  - 41e de la course en ligne
- Hamilton 2003
  - 47e de la course en ligne
  - 33e du contre-la-montre
- Vérone 2004
  - 63e de la course en ligne
  - 29e du contre-la-montre

### Par années
- 2002
  - 5e étape du Eko Tour
- 2003
  - 5e étape du GP Feminin du Canada
- 2005
  - Trofeo Riviera della Versilia

### Championnats d'Ukraine
- 2000
  - 2e du championnat d'Ukraine du contre-la-montre
- 2002
  - 3e du championnat d'Ukraine sur route
  - 3e du championnat d'Ukraine du contre-la-montre
- 2003
  -  Championne d'Ukraine sur route

### Grands tours

#### Tour d'Italie
5 participations ;
- 2000 : 34e
- 2002 : 8e
- 2003 : 39e
- 2004 : 74e
- 2005 : 26e

#### La Grande Boucle
- 2001 : 21e
- 2003 : 14e

#### Tour de l'Aube
- 2003 : 11e